# سان بولو دي كافاليري
سان بولو دي كافاليري (بالإيطالية: San Polo dei Cavalieri) هي بلدية تقع في مدينة روما العاصمة في منطقة لاتسيو وسط إيطاليا، وتبعد حوالي 30 كم شمال شرق روما.
تجاور سان بولو دي كافاليري البلديات التالية: غويدونيا مونتيشيليو، ليتسينزا، مارشيلينا، مونتيفلافيو، بالومبارا سابينا، روكاجوفيني، تيفولي، فيكوفارو.